# Jaume Ferrer
Jaume Ferrer i Graupera (Barcelona, 22 juni 1964) is een Spaans zakenman.
Na een studie Ciencias Empresariales was Ferrer werkzaam voor de marketingafdelingen van de multinationals Grupo Bimbo, El Caserío en Citizen.
In 2003 begon hij als directielid bij FC Barcelona in het bestuur van Joan Laporta. In november 2007 werd Ferrer aangesteld als vicepresident bij de club als verantwoordelijke voor onder meer marketing en het onroerend goed van de club. Toen begin 2010 het zittende bestuur een presidentskandidaat wilde benoemen voor de verkiezing van clubpresident van FC Barcelona, was Ferrer een van de kandidaten. Hij kreeg de voorkeur van het merendeel van de bestuursleden, terwijl de zittende president Laporta aanvankelijk zijn steun gaf aan Xavier Sala i Martín, penningmeester van de club en professor in Economie aan de Columbia University in New York. Uiteindelijk bereikte het bestuur consensus om eerste vicepresident Alfons Godall tot continuïteitskandidaat te benoemen. In maart 2010 trok Godall zich echter terug als presidentskandidaat, waarna Ferrer naar voren werd geschoven als de continuïteitskandidaat. Sandro Rosell won uiteindelijk en Ferrer behaalde een vierde plaats met 10.8% van de stemmen.